# Kaple Navštívení Panny Marie (Podlužany)
Kaple Navštívení Panny Marie je sakrální stavba v Podlužanech, místní části města Rožďalovice v okrese Nymburk. Kaple není památkově chráněna.

## Historie
Kaple byla postavena v roce 1864 nákladem místních obyvatel, kteří také pečovali o její údržbu.

## Architektonická podoba
Kaple je nevelká, věžovitá stavba, která je (vzhledem ke své výšce) dominantou vsi. Typově se jedná o zvonici, jejíž pravidelnost narušuje pouze presbytář, který mírně vystupuje z jinak čtvercové stavby. Architektura kaple napodobuje barokní tvarosloví.